# Ross L. Malone
Rosser „Ross“ Lynn Malone Jr. (* 9. September 1910 in Roswell, New Mexico; † 13. August 1974 ebenda) war ein US-amerikanischer Jurist, der zwischen 1952 und 1953 als United States Deputy Attorney General Vize-Justizminister sowie später Vizepräsident von General Motors war.

## Leben

### Rechtsanwalt, Zweiter Weltkrieg und Deputy U.S. Attorney General
Malone absolvierte nach dem Besuch der Roswell High School zunächst ein grundständiges Studium an der Washington and Lee University und schloss dieses mit einem Bachelor of Arts (B.A.) ab. Ein darauf folgendes Studium der Rechtswissenschaften an der Washington and Lee University beendete er 1932 mit einem Bachelor of Laws (LL.B.). Im Anschluss kehrte er in seine Geburtsstadt zurück und war dort als Rechtsanwalt tätig. 1937 war Mitbegründer und Partner der Anwaltskanzlei Atwood and Malone.
Während des Zweiten Weltkrieges leistete er seinen Militärdienst im Nachrichtendienst der U.S. Navy und wurde zuletzt zum Lieutenant Commander befördert.
Nach Kriegsende nahm Malone seine anwaltliche Tätigkeit in Roswell wieder auf und war seit 1949 auch Mitglied der Justizprüfungsausschusses von New Mexico, ehe er von US-Präsident Harry S. Truman 1952 als Nachfolger von A. Devitt Vanech zum Deputy Attorney General of the United States ernannt wurde und als solcher bis zum Ende von Trumans Amtszeit am 20. Januar 1953 als Vertreter von U.S. Attorney General James P. McGranery stellvertretender Justizminister war.
Nach seinem Ausscheiden aus dem Regierungsdienst war er wiederum als Rechtsanwalt tätig. Malone, der sich über viele Jahre als Mitglied des Kuratoriums der Southwestern Legal Foundation engagierte, wurde 1956 für seinen Beitrag zur Verbesserung des Justizsystems mit dem Hatton W. Sumners-Preis ausgezeichnet.

### ABA-Präsident und Vizepräsident von General Motors
Er fungierte zwischen 1958 und 1959 als Präsident der American Bar Association (ABA).
Daneben übernahm Malone aber auch zahlreiche öffentliche Aufgaben wie zum Beispiel als Mitglied der Arbeitsgruppe der Hoover-Kommission zur Rationalisierung rechtlicher Verfahren zwischen 1953 und 1955, der Präsidial-Kommission für Rechtsdurchsetzung (President's Commission on Law Enforcement) von 1965 bis 1967 und der Kommission für die 200-Jahr-Feierlichkeiten des Amerikanischen Unabhängigkeitskrieges (American Revolution Bicentennial Commission). In diesen Funktionen gehörte er Anfang der 1960er Jahre auch zu den Hauptverfassern des 25. Zusatzartikel zur Verfassung der Vereinigten Staaten, der Fragen regelt, die im Zusammenhang mit der vorzeitigen Beendigung einer Präsidentschaft auftreten können.
1967 wurde Malone Vizepräsident sowie Chef-Rechtsberater des Automobilkonzerns General Motors und bekleidete diese Funktionen bis zu seinem Tod 1974. Daneben engagierte er sich als Mitglied des Kuratoriums der Washington and Lee University, deren Rektor er zum Zeitpunkt seines Todes war. Die American Bar Association verlieh ihm posthum ihre ABA-Medal.